# پرستودریایی‌های پشت‌تیره
پرستودریایی‌های پشت‌تیره (نام علمی: Onychoprion) سرده‌ای از پرستودریایی‌ها است که شامل چهار گونه پرنده دریایی می‌شود که در گستره جهانی پراکنده‌اند. اعضای این سرده تا سال ۲۰۰۵ در سرده بزرگ‌تر پرستودریایی‌ها (Sterna) قرار داشتند، اما پس از آنکه مشخص شد این سرده پراتبار است، سرده مستقل خود را یافتند.
اعضای این سرده عبارتند از:
- - پرستودریایی عینکی، Onychoprion lunatus
  - پرستودریایی پشت‌دودی، Onychoprion anaethetus
  - پرستودریایی پشت‌سیاه، Onychoprion fuscatus
  - پرستودریایی آلیوتی، Onychoprion aleuticus